# Christianisme orthodoxe
Pour les articles homonymes, voir Orthodoxe et Orthodoxie (homonymie).
Cet article traite de la religion des chrétiens orthodoxes. Pour les notions d'Église et d'institutions orthodoxes, voir l'article Église orthodoxe. Pour la liste des Églises orthodoxes, voir Liste des Églises orthodoxes

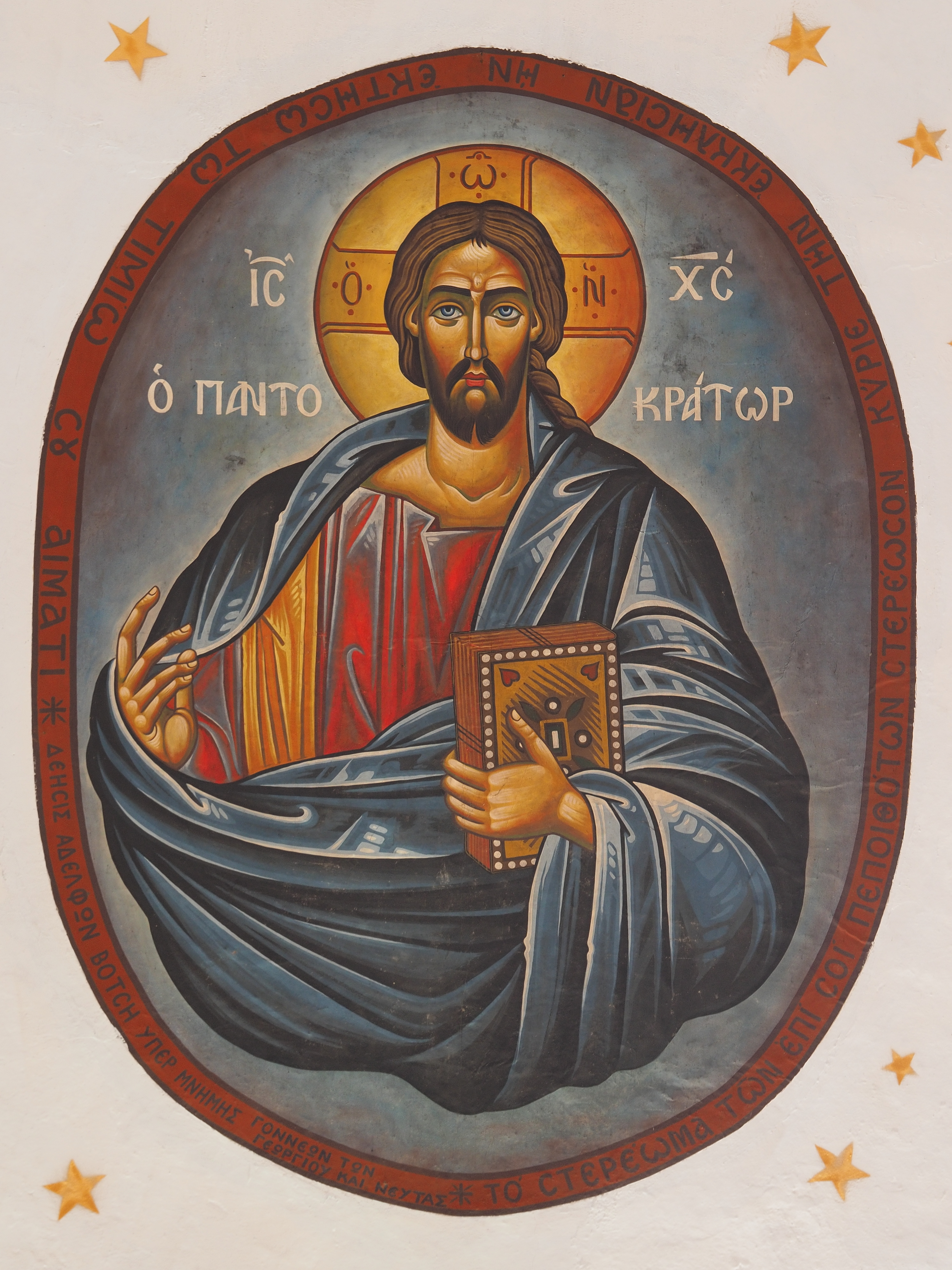
Christ pantocrator, église Saint-Nicolas, village de Skopos, Grèce.

Le christianisme orthodoxe, ou l'orthodoxie, est l’une des trois principales confessions du christianisme. Comme la Pentarchie du premier millénaire, la communion orthodoxe est organisée en Églises autocéphales indépendantes les unes des autres d’un point de vue juridique et spirituel, à ceci près qu'au XXIe siècle leur nombre est de quinze, sans compter celles considérées comme non canoniques par les principales. Ces Églises choisissent leur propre primat, dont la juridiction pastorale dépend d’un patriarche élu par un synode.
Beaucoup de ces juridictions correspondent aux territoires d’un ou plusieurs États modernes ; le patriarcat de Moscou, par exemple, correspond à la plupart des États issus de la dislocation de l'URSS. Elles peuvent aussi comprendre des métropoles, des évêchés, des paroisses, des monastères ou des métochies excentrés correspondant à des diasporas, ou même se situer hors du pays où réside le patriarche (cas de Constantinople dont la juridiction se situe en partie en Grèce du nord et de l’est) ; parfois elles se chevauchent (cas de la Bessarabie où se chevauchent les juridictions des patriarches de Bucarest et de Moscou).
La diffusion de l'orthodoxie a commencé dans la zone orientale du bassin méditerranéen au sein de la culture grecque. Ses communautés partagent une compréhension, un enseignement et des offices d’une grande similitude, ainsi qu'un fort sentiment de se considérer les unes les autres comme les parties d’une seule Église. La Bible et la liturgie peuvent être lues dans des langues liturgiques anciennes ou dans les langues nationales actuelles parlées dans les juridictions des patriarches.
Tout chrétien orthodoxe voit son année rythmée par le calendrier liturgique de l’Église dont il dépend. Les orthodoxes considèrent que le Saint-Esprit procède du Père et non « du Père et du Fils » (Filioque).
En 2017, on compte environ 260 millions de chrétiens orthodoxes dans le monde.

## L'Église
L’orthodoxie est une communion d’Églises indépendantes sur le plan de l’organisation et de la discipline, mais intimement liées entre elles sur le plan théologique. Chacune d’elles est autocéphale, c’est-à-dire dirigée par son propre synode, habilité à choisir son primat. Elles partagent une foi commune, des principes communs de politique et d’organisation religieuse ainsi qu’une tradition liturgique commune. Outre les langues employées lors du culte, seules des traditions mineures diffèrent en fonction des pays. Les évêques, primats à la tête de ces Églises autonomes, peuvent être appelés « patriarches » ou « archevêques ». Ces primats président les synodes épiscopaux qui, dans chaque Église, constituent l’autorité canonique, doctrinale et administrative la plus élevée. Il existe, entre ces différentes Églises, une hiérarchie honorifique, déterminée en fonction de l’histoire plutôt que par leur force numérique actuelle.

### Les Églises autocéphales
Les Églises autocéphales choisissent leur propre primat. Elles peuvent avoir compétence sur d’autres Églises, dites seulement autonomes parce qu’elles ne désignent pas seules leur primat. Du fait de son rayonnement ou de son importance historique, une Église autocéphale peut porter le titre de patriarcat ou d’archevêché ; elle est alors dirigée respectivement par un patriarche ou un archevêque. À la tête d’une Église autonome, exerce un archevêque.
Dans les Églises orthodoxes comme dans la Pentarchie du premier millénaire, tous les évêques sont juridiquement et spirituellement égaux : un patriarche, un archevêque ou un métropolite n’a pas plus d’autorité ni de droit juridictionnel que n’importe quel autre évêque dans le territoire canonique d’un évêque voisin. Ils dirigent toutefois collégialement, avec les évêques du synode, portant le titre de primus inter pares (« premier entre les égaux »), et ils représentent l’Église à l’extérieur.
Les résolutions engageant une Église entière ne peuvent être prises que par la communauté des évêques lors d’un concile ou d’un synode. Dans son diocèse, chaque évêque exerce la juridiction épiscopale pleine et entière.

### Ecclésiologie

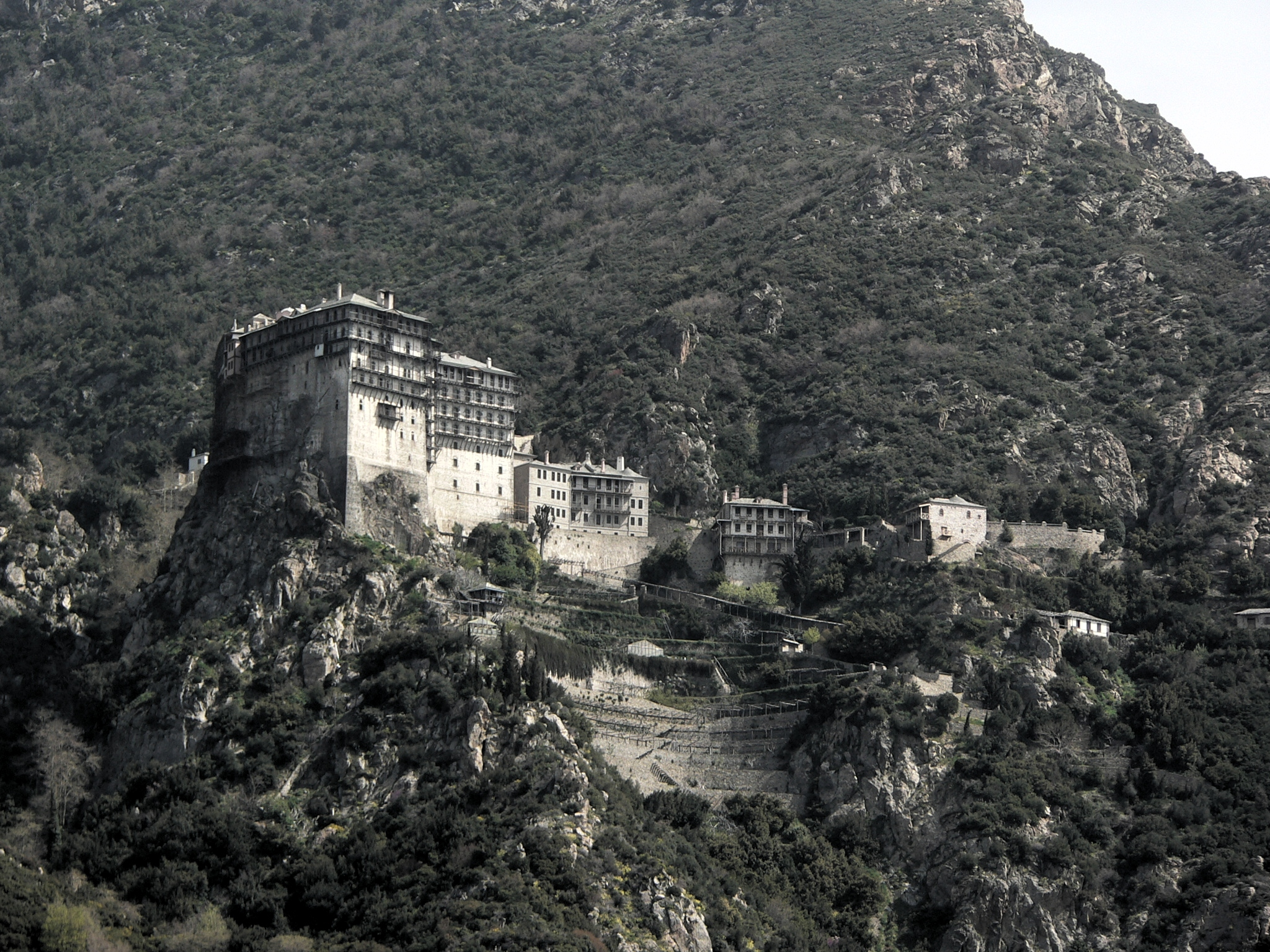
Le monastère de Simonopetra, en Grèce.

L'Église orthodoxe se considère comme l'Église chrétienne des origines, dont les autres Églises devraient être membres, y compris l’Église catholique. Elle conçoit tous les chrétiens résidant dans son territoire canonique comme partie intégrante de son domaine spirituel et, par conséquent, tend à voir comme des hérésies les confessions qui ouvrent des Églises parallèles dans sa juridiction. Ce point de vue concerne aussi l’évangélisation catholique en milieu orthodoxe, comme en témoignent les relations difficiles entre le patriarcat de Moscou et les autres Églises non orthodoxes de sa juridiction.

### Ordinations et sacerdoce
Le sacrement de l'ordre comporte trois étapes. La première étape est le diaconat, la deuxième le presbytérat et la troisième l'épiscopat. Seuls les évêques sont obligés au célibat, tandis que prêtres et diacres peuvent se marier (avant l'ordination).

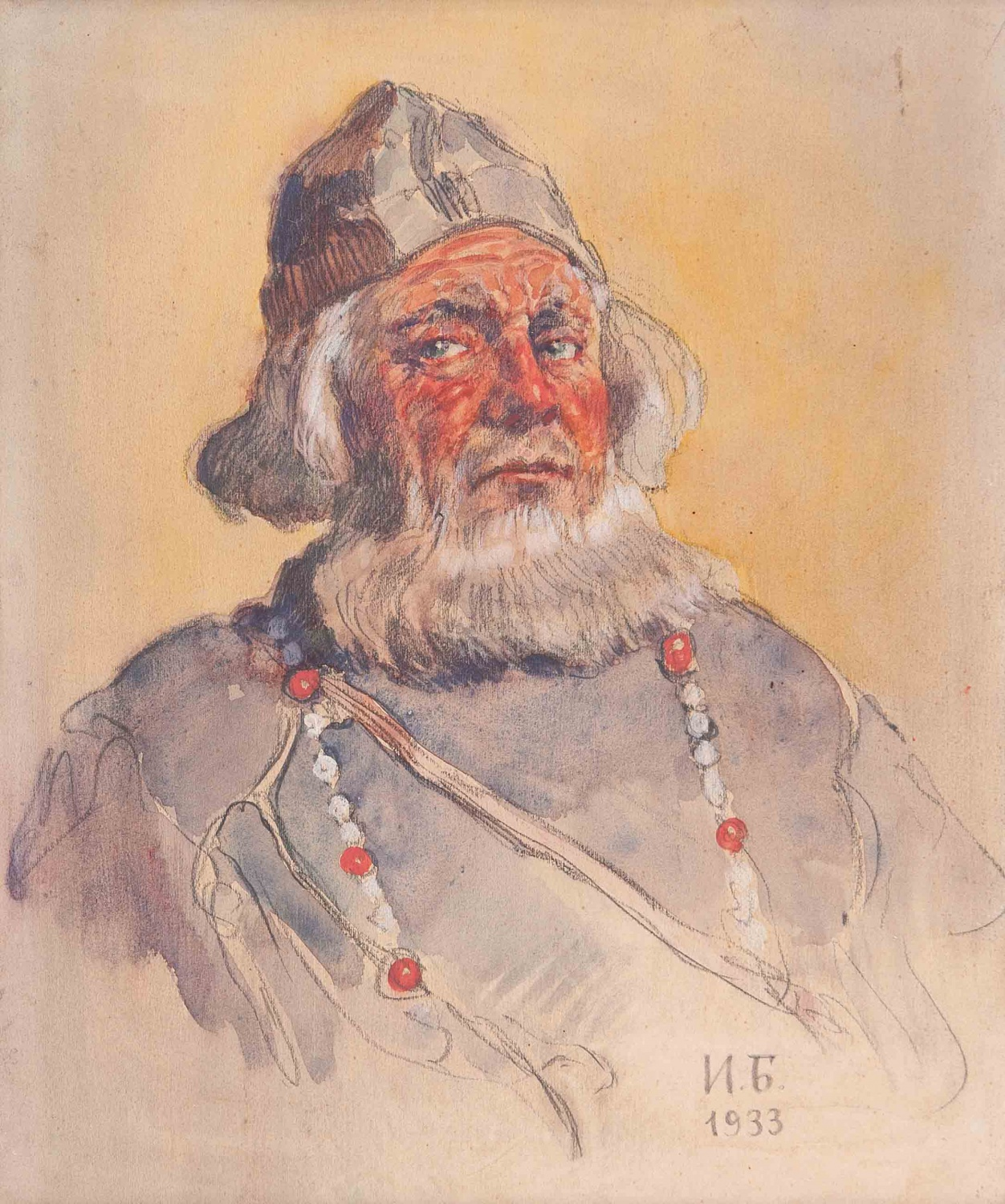
Portrait d'un moine, par Ivan Bilibine, 1933.

Les prêtres sont fédérés dans une hiérarchie : les patriarches, archevêques ou métropolites, comme primus inter pares, sont à la tête ; puis viennent les évêques (du grec episkopos, c'est-à-dire surveillant, inspecteur), prêtres (du grec presbyteros, ancien), enfin les diacres (grec. diakonos, i.e. aide ou assistant).
La hiérarchie compte aussi des sous-diacres, des lecteurs, des chantres sans sacrement spécifique et sans obligation particulière de discipline, offices qui tirent leur origine des liturgies primitives ; et exercent en partie d'autres fonctions que celles suggérées par leur nom. Les diaconesses appartiennent également au groupe des services sans ordination. Elles sont principalement compétentes pour la préparation du baptême des femmes ; leur rôle est toutefois devenu insignifiant avec l'acceptation des baptêmes d'adultes, en sorte qu'elles disparaissent complètement dès la fin du royaume byzantin. Les diaconesses ne participèrent jamais à l'office et ne peuvent être considérées comme un « diaconat féminin ».
Contrairement aux Églises occidentales, dans les Églises orthodoxes la plupart des théologies sont très traditionnelles et l'enseignement est en grande partie entre les mains des Églises ; on rencontre aussi de nombreux laïcs théologiens et, inversement, la majorité des prêtres ne sont pas théologiens.
Des personnes mariées peuvent être ordonnées , si les prêtres sont mariés , c'est parce qu'ils l'étaient avant leur ordination.
On n'ordonne pas les femmes et on n'admet pas les jeunes filles au service d'autel. La femme du prêtre a une position particulière dans la communauté et un titre spécifique :
- en arabe khouria (féminin du grec kyrios, « seigneur mais également monsieur ») ;
- en grec papadia ;
- en russe matuschka (« maman ») ;
- en arménien yeredzgin, littéralement « femme du prêtre ».

Exclues du service d'autel, les femmes peuvent, en principe, exercer toutes les fonctions dans la communauté, c'est à dire;  élues au conseil d'église, chef de chœur, lecteur, catéchiste pour les enfants, comme pour les adultes, peintre d'icônes. La participation des femmes à la vie communautaire est toutefois différente selon la culture locale.

## Théologie et doctrine
L’Église orthodoxe professe que Dieu se révèle par le témoignage donné par la personne de Jésus-Christ : « Je suis le chemin, la Vérité et la Vie » (Évangile de Jean, 14:6) et par l'inspiration du Saint-Esprit : « Quand deux ou trois se réunissent en mon nom, je suis au milieu d'eux » (Évangile de Matthieu 18:20).

### La double source de la foi

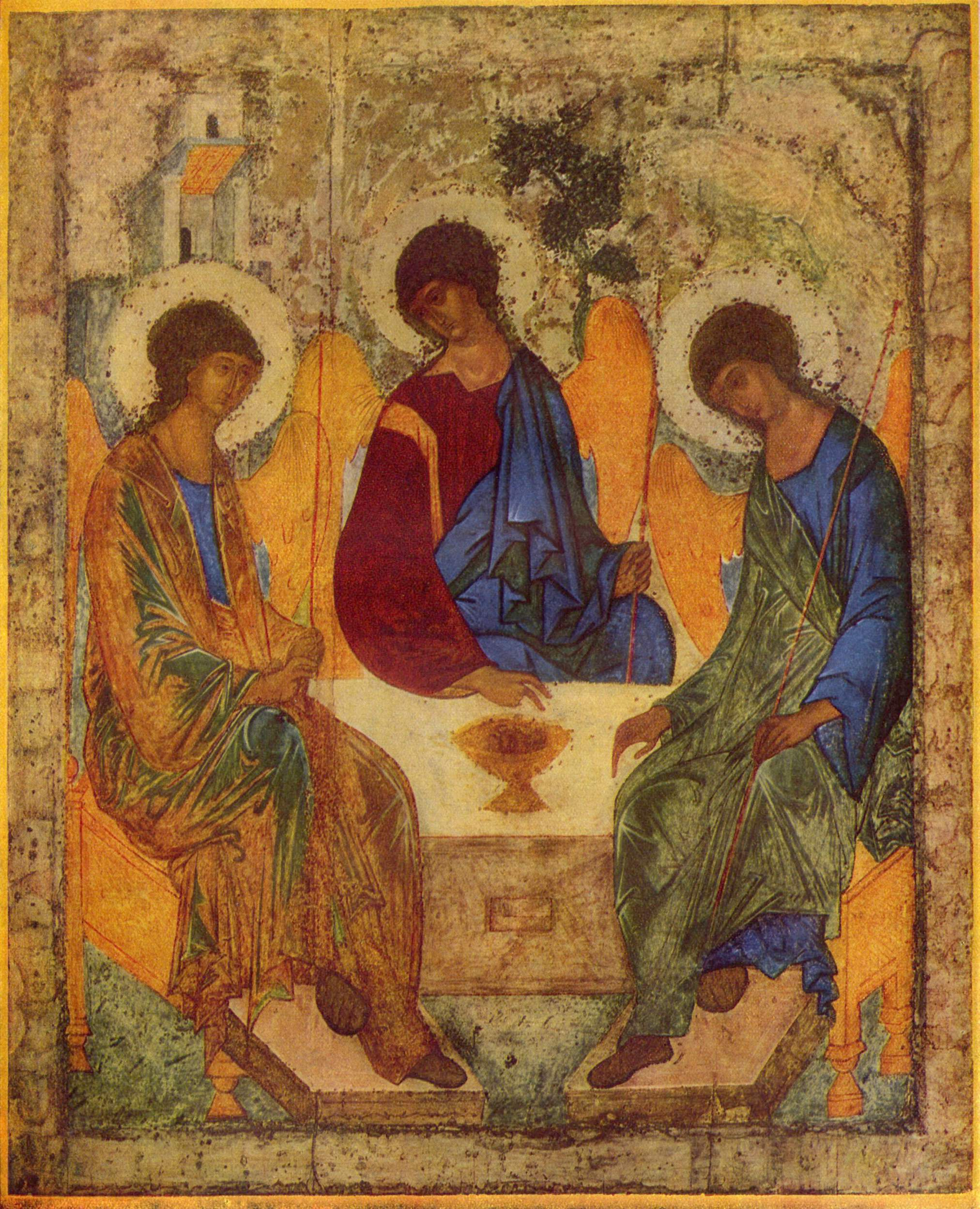
Andreï Roublev, Icône de la Trinité ou Les trois anges à Mambré (1410), Galerie Tretiakov, Moscou.

L’accès à cette révélation dépend d'une double source : les Écritures et la Tradition. L'ensemble que forment les Écritures et la Tradition se nomme le « dépôt de la foi ». La Tradition est consignée dans les actes des Conciles. La spiritualité de l’Église orthodoxe s’inspire des Écritures, de la prédication des apôtres, des traditions de prière comme l’hésychasme ou la philocalie et la tradition ascétique qui s’est transmise depuis les « pères du désert », notamment par le Sinaï et l'Athos.

### Sacrements

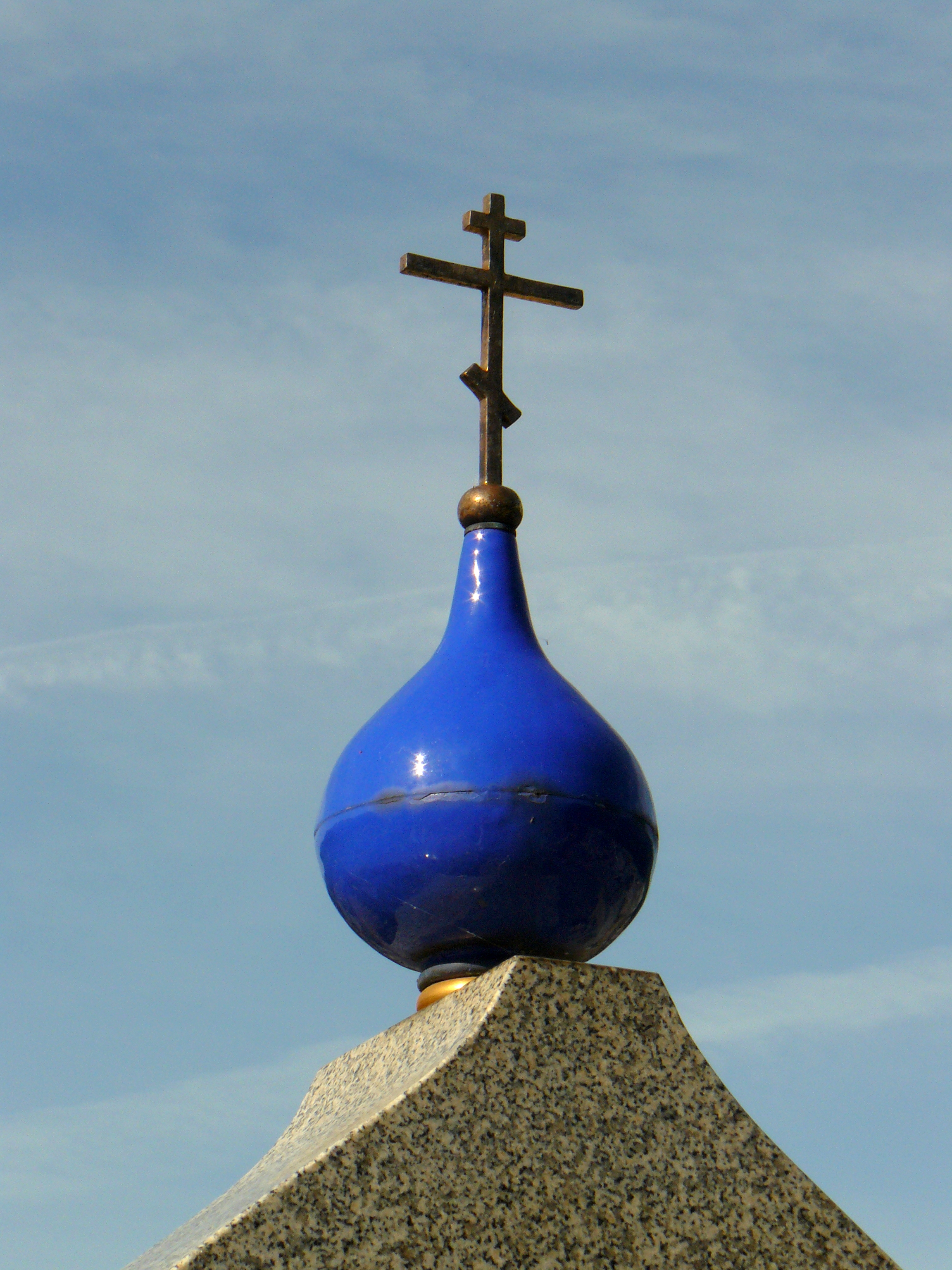
Croix orthodoxe de style russe sur une tombe en France (Vélizy-Villacoublay).

Les Églises orthodoxes connaissent sept sacrements, plus exactement nommés mystères :
- le baptême s'opère toujours par immersion ;
- la chrismation ou onction avec le Saint chrême, qui correspond à la confirmation catholique, est administrée dans l'Église orthodoxe immédiatement après le baptême ;
- l'eucharistie est distribuée sous les deux espèces du pain et du vin, et quelque temps après le baptême ;
- la confession (réconciliation ou pardon) est mécaniquement liée, en Arménie, en Grèce et en Roumanie, à la communion ;
- l'ordination ;
- le mariage - il est unique, le divorce est accepté en cas d'infidélité grave ou de mutuelle destruction ;
- le sacrement des malades ou onction des malades est une prière pour la guérison ; tout comme dans l'Église catholique, ce sacrement n'est pas réservé aux mourants.

Les sept sacrements sont identiques à ceux de l’Église catholique, mais dans l’Église Orthodoxe, ils ne sont pas fixés dogmatiquement comme cela se produisit dans l’Église catholique à l’époque de la Réforme (XVIe siècle). Ainsi, la délimitation n’est pas nette entre sacrement et sacramentalité (p. ex. un enterrement ou un ondoiement).
Comme la plupart des églises chrétiennes, l’orthodoxie se présente comme la continuité de l'Église chrétienne primitive qui a subi plusieurs schismes notamment en 431, 451 et 1054, dont les responsabilités demeurent sujets de dissensions entre les historiens culturellement influencés par les sources de l’une ou l’autre église.

### Liturgie
Le cœur de la ritualité orthodoxe est riche, principalement dans le chant, de la liturgie fortement symbolique, dont la forme actuelle, au moins partiellement, s’enracine au IVe siècle. Selon l’Église orthodoxe dont il dépend, le fidèle suit un calendrier liturgique spécifique qui détermine les dates des fêtes dans l’année.
La première partie de la liturgie, appelée Liturgie des Catéchumènes avec prière et lectures bibliques se réfère au culte synagogal, tel que Jésus dut le connaître ; la deuxième partie, la Liturgie des fidèles, célébrant l'Eucharistie est d'origine proprement chrétienne. Le nom de chacune des parties se réfère au temps où tous les candidats non encore baptisés devaient quitter l'église après la première partie et où l'on fermait les portes à clef.

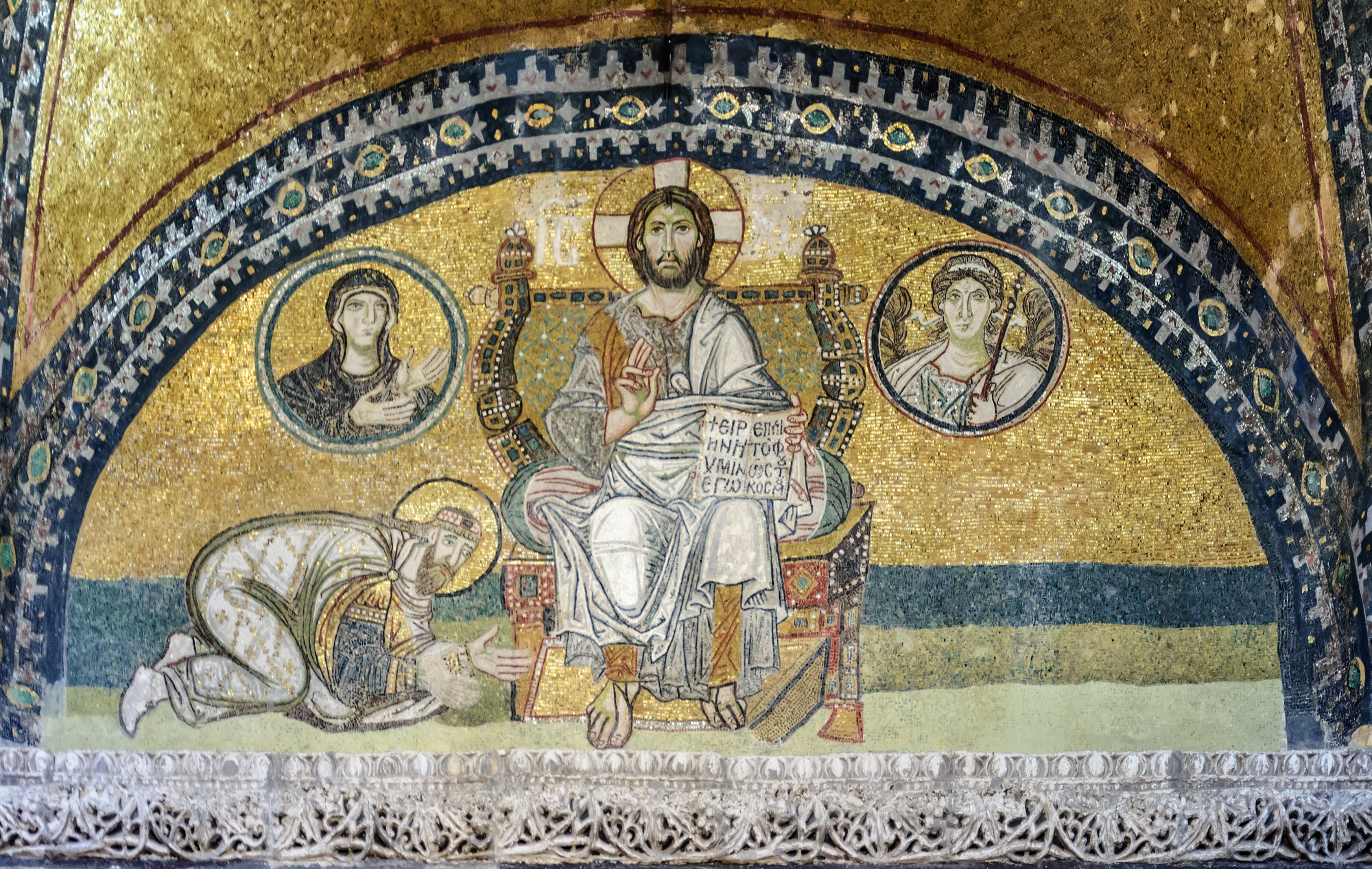
Mosaïque de la Porte impériale de l'ancienne basilique Sainte-Sophie de Constantinople : l'empereur Léon VI le Sage se prosterne devant le Christ pantocrator ; les médaillons figurent l'archange Gabriel et Marie.

La liturgie originale dure cinq heures, la liturgie basilienne dure environ deux heures, la liturgie de Jean Chrysostome réduite ne dure environ qu'une heure et demie ; c'est celle qui est célébrée la plupart des dimanches tandis que, pour les fêtes plus importantes, on préfère la liturgie de Saint-Basile.
Avec les orthros (matînes) et d'autres prières, l'office dure aussi trois heures les dimanches normaux ; de ce fait, tous ne restent pas du début à la fin. L'antienne Kyrie eleison (Seigneur, prends pitié) fréquente est typique de la liturgie.
Le chant revêt une importance particulière dans la liturgie orthodoxe, en particulier géorgienne, russe ou serbe. Ils sont compris comme prière à part entière ; ils ne doivent donc être « produits » que par les voix humaines. L'utilisation des instruments n'y est pas admise sauf dans l'église grecque qui a toujours eu un faible pour l'accompagnement musical  et ceci surtout chez les grecs d'Amérique du Nord ,  parce que les instruments ne peuvent pour la prière venir remplacer la voix humaine. Dans les autres Églises orthodoxes, la musique instrumentale est rare. Une théorie, envisageant cette aversion contre la musique instrumentale, la rapproche des orchestres usuels dans les jeux du cirque romains ; les chrétiens considèrent les jeux du cirque, dans lesquels ils étaient parfois les victimes, comme un culte idolâtre.
Dans la liturgie orthodoxe, on se signe chaque fois que la Trinité est mentionnée. Le signe de croix se pratique selon un mouvement de droite à gauche : front, poitrine, épaule droite, épaule gauche. Le pouce, l'index et le majeur sont liés pour représenter la trinité, tandis que l'annulaire et l'auriculaire sont repliés dans la paume pour signifier le dogme de la double nature de Jésus Christ (Dieu et Homme). On se signe aussi en admirant une icône avec ou sans prière et dans d'innombrables autres occasions, laissées à la discrétion du croyant.
Le fidèle est, en principe, debout à l'office ; beaucoup d'églises n'ont de sièges que le long des murs pour les personnes âgées ou affaiblies. La position à genoux est peu fréquente sauf en semaine pour le chant du Pater noster ; le dimanche, on connaît quelques grandes prosternations dans les Églises d'Europe centrale ou d'Égypte alors même que les premiers conciles reconnus ont interdit tout agenouillement le Dimanche .

### Création
Les orthodoxes croient, comme les autres chrétiens, en un Dieu créateur, et participent à des actions en faveur de la sauvegarde de la Création. Le patriarche Dimitri Ier de Constantinople a été précurseur dans ce domaine, puisque c'est lui qui a institué en 1989 une journée de prière pour la sauvegarde de la Création, au début de l'année liturgique orthodoxe, le 1er septembre.

### Vie après la mort
Selon la théologie orthodoxe, l'âme après la mort se retrouve soit dans un pré-Enfer, soit dans un pré-Paradis qui sont un même endroit. Après le retour de Jésus, les personnes se trouvant en pré-Enfer ainsi que celles dans le pré-Paradis percevront le Christ dans sa lumière divine incréée : pour l'éternité, ceux dans le pré-Enfer verront le Christ comme un enfer et ceux dans le pré-Paradis verront le Christ comme un paradis. « Par conséquent, le paradis et l'enfer ne sont pas une récompense ou une punition (condamnation), mais la manière dont nous expérimentons individuellement la vue du Christ, en fonction de l'état de notre cœur. Dieu ne punit pas en substance, bien que, à des fins éducatives, les Écritures mentionnent la punition. […] La condition de l’homme (pur-impur, repentant-impénitent) est le facteur qui détermine l’acceptation de la Lumière comme "paradis" ou "enfer" ».